# Органогенні гірські породи
Органогенні гірські породи (рос. органогенные горные породы, англ. organogenic rocks, biogenic rocks; нім. organogene Gesteine n pl – осадові гірські породи, що утворилися з решток рослинних і тваринних організмів або продуктів їх життєдіяльності. Поділяють на морські і континентальні. Розрізняють зоогенні (вапняки, крейда, спонгіоліти, радіолярити), фітогенні (каустобіоліти, діатоміти та ін.) і органогенні гірські породи змішаного походження – трепели й опоки. Синонім – біогенні гірські породи. 